# Metropolitano de Nápoles
O Metropolitano de Nápoles (em italiano:  Metropolitana di Napoli) é o conglomerado de transportes ferroviários integrado até faz pouco por 3 linhas urbanas, algumas mais de tipo regional e 4 funiculares, que serve a cidade de Nápoles e sua área metropolitana, na Itália. A gestão corre ao encargo de algumas empresas privadas e do governo da região de Companhia, que gestiona de modo integrado o conjunto de transportes públicos na zona.
Foi Inaugurado em 1993, atualmente está com sete linhas.

## Linhas
O metro tem um total de 3 linhas.
| Nome da linha | Abertura | comprimentos | Estações | Passageiros/ano |
| ------------- | -------- | ------------ | -------- | --------------- |
| Linha 1       | 1993     | 20.7 km      | 20       |                 |
| Linha 6       | 2007     | 5.5 km       | 8        |                 |
| Linha 11      | 2005     | 10.2 km      | 4        |                 |
|               |          |              |          |                 |

### Linha 1
A primeira secção da linha aberta em 1993. Ela foi renomeada Metrò dell'Arte (Metro de Arte) por causa das obras de arte contemporânea em suas estações instaladas. A linha passará a constituir o círculo completo. A linha 1 é a linha de metropolitano com uma infra-estrutura dedicada e é operado pela Metronapoli.
Planejamento começou na década de 1960 e a construção foi iniciada em março de 1993, entre as estações de Vanvitelli e Aminei Colli. Em julho de 1995, foi prorrogado para Piscinola - Scampia.operado pela Metronapoli.
Em 2001, foi prorrogada a partir de Vanvitelli Museo (no Museu Arqueológico Nacional de Nápoles), onde ele se conecta com a Piazza Cavour na Linha 2 por uma longa passagem subterrânea. Foi prorrogado para Dante no coração do centro da cidade em 2002. Uma estação intermédia foi inaugurado em Materdei, em 2003.
A linha está atualmente sendo alargado a Trenitalia da principal estação de Nápoles Piazza Garibaldi, passando pela zona portuária, onde se interligar com a Linha 6 proposto pelo Município (Câmara Municipal). Isto deve-se a abrir em 2008. Prorrogação trabalho está também em curso entre Piscinola e Capodichino (Aeroporto Internacional de Nápoles). A proposta existe para os concorrentes do círculo entre Capodichino e da Piazza Garibaldi, a abrir em 2011. Uma proposta de estímulo à linha de Piscinola Giugliano está em desenvolvimento.

### Linha 6
Inaugurada em fevereiro de 2007, a Linha 6 conecta Fuorigrotta à Mergellina, e será estendida para o ocidente de Nápoles com o centro da cidade. Linha 6 é a linha de metro com uma infra-estrutura dedicada e é operado pela Metronapoli. É em parte segue a rota do linha velha ou Linea Tranviaria Rapida (Fast Line Tram), iniciada em 1980 e posteriormente abandonada. Pretende-se estabelecer a ligação com as linhas 1, 2, 7 e 8.
Em julho de 2006 começou um trabalho preliminar sobre a extensão da linha para do Município, onde os trabalhos já estão já em curso na Linha 1. Em setembro de 2007 Ansaldo STS foi adjudicado um contrato para a 426m € 3.1 km seção Mergellina - Município.